# Hiroaki Tominaga
Hiroaki Tominaga, também conhecido como TOMMY, é um cantor japonês. Ele nasceu em 11 de dezembro de 1964 em Hitachiota.

## Carreira
TOMMY começou a trabalhar na TV enquanto estava na universidade, ao mesmo tempo em que já se apresentava ao vivo. Passou por algumas bandas até formar a BETCHIN', com o rapper m.c.A.T em 1998, chegando a lançar dois álbuns com a gravadora Avex Group. Também fez parte do grupo de vocalistas de apoio da banda DA PUMP, antes de iniciar sua carreira solo.
TOMMY é conhecido por ter cantado “JoJo ~Sono Chi no Sadame~”, a primeira abertura de JoJo's Bizarre Adventure. Ele também faz parte da banda BLUFF e, junto com dois outros cantores, formou o JO☆STARS. O trio gravou “JoJo Sono Chi no Kioku ~end of THE WORLD~”, da terceira fase do anime, JoJo's Bizarre Adventure: Stardust Crusaders.
O cantor era parte de uma banda cujo trombonista trabalhava com a mesma agência que Kohei Tanaka, compositor de "JoJo ~Sono Chi no Sadame~". Por esse contato, participou de um show de Tanaka, cantando o tema do jogo Sakura Wars. Esse contato levou ao convite para que TOMMY cantasse a abertura de JoJo's Bizarre Adventure.
TOMMY também é responsável pela abertura de Yu-Gi-Oh! Vrains, "With the Wind".
Em 2024, ele se apresentou no Brasil pela primeira vez em três cidades: Em Fortaleza, no SANA; em Recife, no Super-Con; e em Brasília, no Anime Summit Teaser. Em agosto do mesmo ano, participou do Summer Music Festival, em Taipé.

## Lista de músicas em animes:
"JoJo ~Sono Chi no Sadame~", de JoJo's Bizarre Adventure
"JoJo Sono Chi no Kioku ~end of THE WORLD~", de JoJo's Bizarre Adventure: Stardust Crusaders (como parte do JO☆STARS)
"Great Days (Units ver.)", de JoJo's Bizarre Adventure: Diamond Is Unbreakable
"With the Wind", de Yu-Gi-Oh! Vrains
"Jinsei wa Party (Kanzen Ban)", de Sasameki Koto